# Eerste Sweelinckstraat 10
Eerste Sweelinckstraat 10 is een gebouw te Amsterdam Oud-Zuid. Het is gelegen in De Pijp op de hoek van de Eerste Sweelinckstraat en de Albert Cuypstraat.
De eerste bebouwing die hier plaatsvond kwam uit 1883/1884. De kantoor van de rijksbelasting aan de Stadhouderskade was te klein. Tegen de achterkant van de Sweelinckschool (huidige adres Gerard Doustraat 220 en gemeentelijk monument (2017)) werd een gebouw gezet dat dienst ging doen als belastingkantoor. Het werd in een krul gebouwd rond de speelplaats van genoemde meisjesschool. In juni 1929 werd besloten het gebouw te verlaten, het is onduidelijk wat er met het gebouw is gebeurd.
Niet veel later constateerde de gemeente dat het badhuis in de Govert Flinckstraat zich in deplorabele toestand bevond. Er werd gekeken of het pand verbouwd kon worden. Dat bleek onpraktisch; het zou daartoe gesloten moeten worden en de buurt kon echt niet zonder. Daarom werd besloten een nieuw badhuis te bouwen op “het terrein” op de hoek Sweelinckstraat en Albert Cuypstraat. Er zouden voor man en vrouw elk twaalfdouchebaden en twee kuipbaden gerealiseerd worden (mannen gelijkvloers, vrouwen op eerste etage). Tijdens de bouw van het nieuwe verblijf, kon het oude badhuis in gebruik gehouden worden. In het najaar van 1930 kon begonnen worden met de bouw van het nieuwe badhuis. De zaak was enigszins opgehouden doordat er twijfels waren omtrent de verhuizing van het wasgedeelte vanuit de Govert Flinckstraat (het zou uiteindelijk daar blijven in een nieuw gebouw). In december 1931 kon het badhuis geopend worden in aanwezigheid van wethouder Monne de Miranda, verantwoordelijk voor was- en badruimten. Het badhuis vertoonde daarbij invloeden van de Amsterdamse Schoolstijl. Het is daarbij mogelijk dat de architect van de Gemeentelijke Woningdienst Amsterdam Jo Mulder invloed had op het ontwerp, zie bijvoorbeeld het steile dak en dat van "zijn" Zonnehuis.
In De Pijp werd er eind jaren zeventig begonnen met het saneren en renoveren van woningen, waarbij een badcel werd ingebouwd. In 1988 waren inmiddels zo veel woningen voorzien van een badcel, dat er steeds minder gebruik gemaakt werd van het badhuis. In maart 1988 werd het badhuis gesloten, de bewoners die nog geen badgelegenheid hadden moesten uitwijken naar het Zuiderbad. Het jaar daarop was het gebouw in gebruik als cultuurhuis en vervolgens in de jaren negentig tot jazzclub en -restaurant "De Badcuyp". In de jaren 2016 en 2017 werd het gehele gebouw verbouwd tot vijf appartementen en een horecagelegenheid, dan rond een binnentuin.